# Château de Bachac
Le château de Bachac se situe sur la commune de Ruffiac, dans le département français de Lot-et-Garonne.

## Histoire
Les terres, ou on peut admirer actuellement ce château, étaient, entre le XIIe et le XIVe siècle, propriété d’une commanderie templière se trouvant sur la colline de la commune de Bouglon.
Au XVIe siècle, , ces terres, ainsi que l’église de Bachac, le bourg de Figuès, et l’église Saint-Christophe d’Esquerdes sont devenues la propriété de la famille de Brocas de Lanauze, mais le château n’a été construit que plus tard, vers le XVIIIe siècle, sur ce que c’était la maison d'Antoine de Brocas, lieutenant et conseilleur du roi et ami d’Henri IV.
Plus tard, en 1850, les nouveaux propriétaires, la famille de Bastard, l’ont restauré.
Le 19 avril 1883, Jean-François-Auguste, cinquième comte de Bastard d'Estang, décède au château de Bachac à l’âge de 91 ans. Né le 1er décembre 1792 en tant que 4e fils de Jean IX de Bastard d’Estang et de Marie-Élizabeth de Villeneuve-Lévis.
Le 22 mai 1856, il épouse Marie Savary de Lancosme, fille de Louis Adolphe Charles Alphonse comte de Lancosme et de Henriette Cécile d’Andlau. Le couple réside au château de Bachac, alternant avec Paris
Il est devenu une propriété privée, après avoir été utilisé comme hôtel de luxe, pendant quelques années.

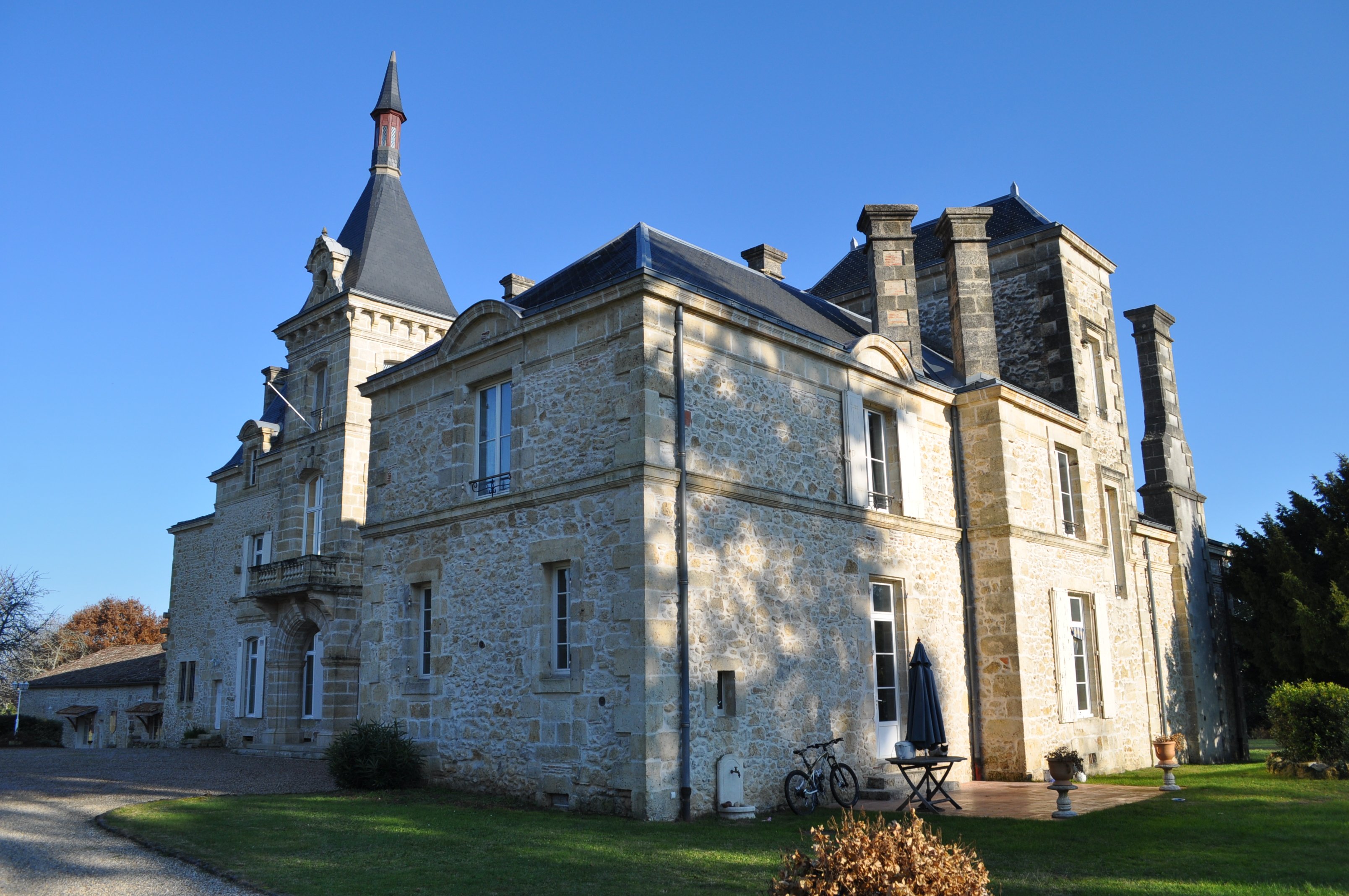
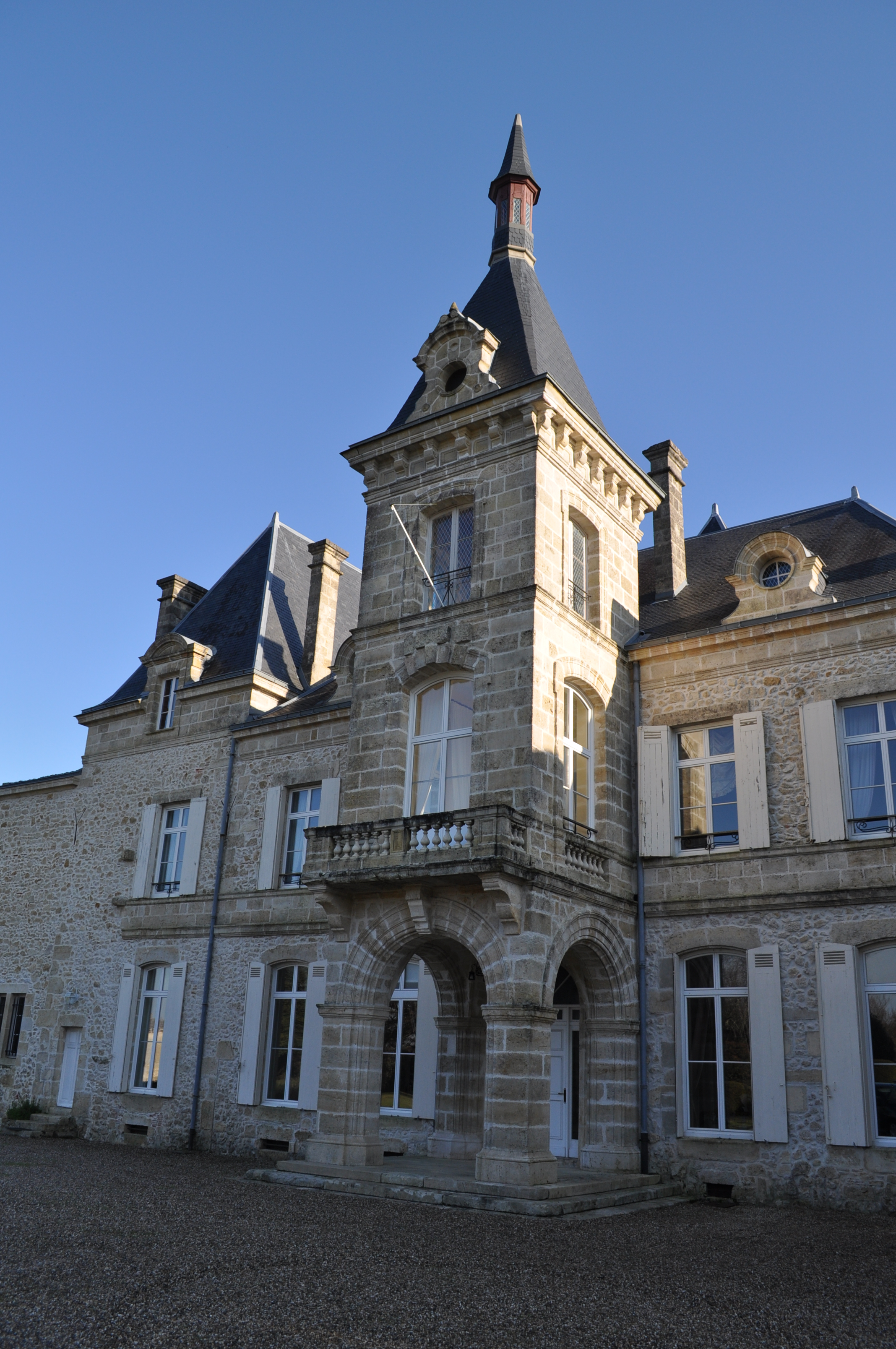
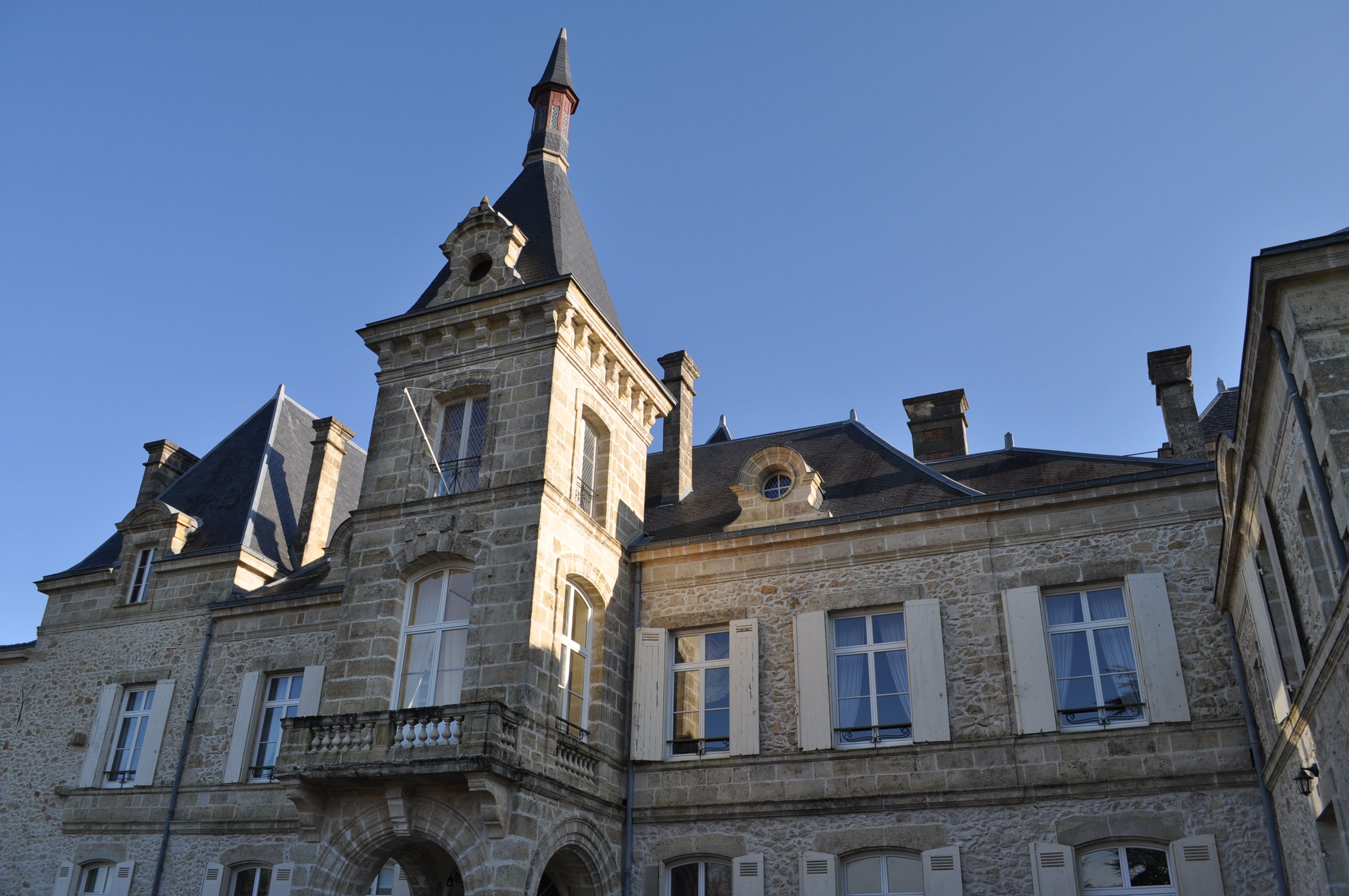